# Дейч, Борис Давидович
Борис Давидович Дейч (23 августа 1938, Сигет, Марамуреш — 7 февраля 2022, Москва) — украинский политик, народный депутат Украины V, VI, VII созывов (2006—2014), до этого — председатель Верховного Совета Крыма (2002—2006, 1-й заместитель с 1998 года). Член Партии регионов с 2001 года, член Политсовета партии. Герой Украины (2013).

## Биография
Окончил Донецкий институт советской торговли по специальности экономики торговли, экономист, учился в 1968-74 годах.
- 1955—1957 — портной Симферопольского райпромкомбината.
- 1957—1960 — служба в Советской Армии.
- 1960—1962 — заведующий швейной мастерской Азовского райпромкомбината, Крымская область.
- 1962 — мастер-закройщик верхней одежды Тауйского рыбкоопа Магаданского облпотребсоюза.
- 1962—1963 — мастер бытовых цехов Советского райпромкомбината, Крымская область.
- 1963—1966 — мастер цеха индпошива Нижнегорского райбыткомбината, заведующий бытовыми мастерскими, председатель Нижнегорского сельпо Нижнегорского райпо Крымоблпотребсоюза.
- 1966—1967 — заместитель председателя Советского райпотребсоюза Крымоблпотребсоюза.
- 1967—1973 — директор оптовой торговой базы, начальник торгового отдела, директор Нижнегорской райзаготконторы Нижнегорского райпо Крымоблпотребсоюза.
- 1973—1977 — директор Судакского курортторга, Крымская область.
- 1977 — управляющий Феодосийским трестом ресторанов.
- 1977—1980 — начальник межсовхозной базы отдыха «Новый Свет», г. Судак.
- 1980—1982 — директор Судакского курортплодоовощеторга.
- 1982—1989 — директор Судакского комбината общественного питания.
- 1989—1996 — директор санатория «Солнечный камень» шахты им. Засядько, г. Судак. (связи: директор шахты в 1979-92 годах Ефим Звягильский[1])
- 1996—1998 — директор дома отдыха «Судак», генеральный директор ОАО Туристско-оздоровительный комплекс „Судак“, г. Судак.
- май 1998 — апрель 2002 — первый заместитель Председателя ВС Крыма.
- апрель 2002 — май 2006 — Председатель Верховного Совета Крыма.
- апрель 2006 — народный депутат Украины, член Комитета Верховной Рады Украины по вопросам семьи, молодёжной политики, спорта и туризма; с декабря 2007 — член Комитета Верховной Рады Украины по вопросам экологической политики, природопользования и ликвидации последствий Чернобыльской катастрофы.

16 марта 2014 года, в ходе аннексии Крыма Россией, на референдуме о статусе Крыма Борис Дейч проголосовал за присоединение Крыма к Российской Федерации. На следующий день он заявил о сложении с себя полномочий народного депутата Украины, однако официально лишён полномочий не был и до окончания в ноябре работы Верховной Рады VII созыва оставался депутатом, в июле 2014 присутствуя на нескольких заседаниях Верховной Рады.
В июле 2002 года стал госслужащим I ранга.
Скончался 7 февраля 2022 года в Москве от COVID-19. Церемония прощания состоялась 10 февраля 2022 года в Симферополе у здания Государственного Совета республики.

#### Общественная деятельность
- Депутат Верховного Совета Крыма 1-го (1991—1994), 2-го (1994—1998), 3-го (1998—2002) и 4-го (2002—2006) созывов.
- Член Партии регионов с 2001 года, член Политсовета партии.
- Вице-президент Еврейской конфедерации Украины.

### Семья
Супруга Жанна Леонидовна (урождённая Хавриенко, 1938—2014).

## Награды
- Звание Герой Украины с вручением ордена Державы (24 августа 2013) — за выдающийся личный вклад в государственное строительство, многолетнюю плодотворную общественно-политическую деятельность, высокий профессионализм[8]
- Орден князя Ярослава Мудрого IV степени (2009)[9]
- Орден князя Ярослава Мудрого V степени (2003)[10]
- Орден «За заслуги» III степени (1998).
- Орден «Знак Почёта» (1986).
- Медали — «За доблестный труд. В ознаменование 100-летия со дня рождения В. И. Ленина» (1970), «Ветеран труда» (1984).
- Заслуженный работник сферы услуг Украины (1997).
- Заслуженный работник местного самоуправления Автономной Республики Крым (2011)[11].
- Звание «Почётный крымчанин» (2003).
- Знак отличия Автономной Республики Крым «За верность долгу» (2006)[12].
- Звание «Почетный гражданин г. Судака» (1998).
- Почетный работник туризма Украины (2003).
- Почетная грамота Президиума Верховной Рады АРК (1998).
- Орденский знак «Слава за верность Отчизне» III степени (2000).